# 1994-es Superbike-világbajnokság
Az 1994-es Superbike-világbajnokság volt a hetedik szezon a sportág történetében. A május 2-án kezdődő és október 30-án végződő bajnokságot a brit Carl Fogarty nyerte.

## Versenynaptár
|    | Dátum          | Helyszín           | Versenypálya   | 1. verseny győztese | 2. verseny győztese | Beszámoló |
| -- | -------------- | ------------------ | -------------- | ------------------- | ------------------- | --------- |
| 1  | Május 2.       | Egyesült Királyság | Donington      | Carl Fogarty        | Scott Russell       | Riport    |
| 2  | Május 8.       | Németország        | Hockenheim     | Scott Russell       | Scott Russell       | Riport    |
| 3  | Május 29.      | San Marino         | Misano         | Scott Russell       | Giancarlo Falappa   | Riport    |
| 4  | Június 19.     | Spanyolország      | Albacete       | Carl Fogarty        | Carl Fogarty        | Riport    |
| 5  | Július 17.     | Ausztria           | Zeltweg        | Carl Fogarty        | Carl Fogarty        | Riport    |
| 6  | Augusztus 21.  | Indonézia          | Sentul         | Jamie Whitham       | Carl Fogarty        | Riport    |
| 7  | Augusztus 28.  | Japán              | Sugo           | Scott Russell       | Scott Russell       | Riport    |
| 8  | Szeptember 11. | Hollandia          | Assen          | Carl Fogarty        | Carl Fogarty        | Riport    |
| 9  | Szeptember 25. | Olaszország        | Mugello        | Scott Russell       | Carl Fogarty        | Riport    |
| 10 | Október 2.     | Egyesült királyság | Donington      | Carl Fogarty        | Scott Russell       | Riport    |
| 11 | Október 30.    | Ausztrália         | Phillip Island | Carl Fogarty        | Anthony Gobert      | Riport    |

## Végeredmény

### Versenyző
|    | Versenyző            | Gyártó   | Pont | Győzelmek |
| -- | -------------------- | -------- | ---- | --------- |
| 1  | Carl Fogarty         | Ducati   | 305  | 11        |
| 2  | Scott Russell        | Kawasaki | 280  | 8         |
| 3  | Aaron Slight         | Honda    | 277  | 0         |
| 4  | Doug Polen           | Honda    | 158  | 0         |
| 5  | Simon Crafar         | Honda    | 153  | 0         |
| 6  | Andreas Meklau       | Ducati   | 148  | 0         |
| 7  | Jamie Whitham        | Ducati   | 129  | 1         |
| 8  | Piergiorgio Bontempi | Kawasaki | 117  | 0         |
| 9  | Fabrizio Pirovano    | Ducati   | 111  | 0         |
| 10 | Terry Rymer          | Kawasaki | 106  | 0         |
| 11 | Troy Corser          | Ducati   | 90   | 0         |
| 12 | Mauro Lucchiari      | Yamaha   | 79   | 0         |
| 13 | Paolo Casoli         | Yamaha   | 79   | 0         |
| 14 | Stéphane Mertens     | Ducati   | 75   | 0         |
| 15 | Giancarlo Falappa    | Ducati   | 74   | 1         |
| 16 | Brian Morrison       | Honda    | 56   | 0         |
| 17 | Anthony Gobert       | Honda    | 53   | 1         |
| 18 | Valerio Destefanis   | Ducati   | 45   | 0         |
| 19 | Adrien Morillas      | Kawasaki | 44   | 0         |
| 20 | Jochen Schmid        | Kawasaki | 40   | 0         |
| 21 | Massimo Meregalli    | Yamaha   | 30   | 0         |
| 22 | Serafino Foti        | Ducati   | 29   | 0         |
|    | Jean-Yves Mounier    | Ducati   | 29   | 0         |
| 24 | Keiichi Kitagawa     | Kawasaki | 26   | 0         |
|    | Yasutomo Nagai       | Yamaha   | 26   | 0         |
| 26 | Mauro Moroni         | Kawasaki | 25   | 0         |
| 27 | Wataru Yoshikawa     | Yamaha   | 24   | 0         |
| 28 | Alan Carter          | Ducati   | 23   | 0         |
| 29 | Kirk McCarthy        | Honda    | 21   | 0         |
| 30 | Christer Lindholm    | Yamaha   | 20   | 0         |
| 31 | Takuma Aoki          | Honda    | 17   | 0         |
|    | Shawn Giles          | Ducati   | 17   | 0         |
| 33 | Rob Phillis          | Kawasaki | 16   | 0         |
|    | Edwin Weibel         | Ducati   | 16   | 0         |
| 35 | Alex Vieira          | Honda    | 14   | 0         |
| 36 | Carlos Cardús        | Ducati   | 11   | 0         |
| 37 | Gianmaria Liverani   | Honda    | 9    | 0         |
|    | Mat Mladin           | Kawasaki | 9    | 0         |
|    | Michael Rutter       | Ducati   | 9    | 0         |
| 40 | Udo Mark             | Ducati   | 8    | 0         |
|    | Jeffrey de Vries     | Yamaha   | 8    | 0         |

### Gyártó
|   | Gyártó   | Pont |
| - | -------- | ---- |
| 1 | Ducati   | 403  |
| 2 | Kawasaki | 348  |
| 3 | Honda    | 313  |
| 4 | Yamaha   | 145  |
| 5 | Suzuki   | 12   |